# Théâtre du Nouvel-Ontario
Le Théâtre du Nouvel-Ontario (ou TNO) est une compagnie de théâtre de création franco-ontarienne qui a pour mission de faire rayonner la culture locale par le biais d'œuvres principalement canadiennes. Fondé en 1971, à Sudbury (Ontario), durant une certaine "révolution culturelle" surnommée la révolution sereine franco-ontarienne qui est le fruit d'un important souffle de création, de prise d'identité et de mobilisation qui revitalisa la vie culturelle franco-ontarienne et constitue un lieu important de création et de diffusion de la littérature franco-ontarienne.
Le TNO est membre du Regroupement des organismes culturels de Sudbury (ROCS) et fait partie des sept organismes fondateurs de la Place des Arts du Grand Sudbury.

## Historique
Dans les années 1980, Brigitte Haentjens redonna vie à ce théâtre et fut par la même occasion l'un de ses directeurs artistiques les plus marquants. Elle collaborait alors de très près avec Jean-Marc Dalpé qui créa, entre autres, Le Chien, une des pièces qui marqua fortement l'histoire du TNO. 
Dans les années 1990, l'arrivée de Sylvie Dufour et d'André Perrier fut bénéfique à une regénération du bassin d'auteurs et à la construction d'une salle de spectacle propre au TNO. Salle dont la compagnie rêvait depuis près de 30 ans qui permit d'augmenter le public et le nombre de partenaires. 
Depuis les années 2000, le TNO continue de jouir de sa réputation et d'accumuler les succès avec, entre autres, Du pépin à la fissure.

## Distinctions
- Prix de la Première ministre pour l'excellence artistique (organisme artistique) en 2014[3]
- Finaliste dans la catégorie meilleure production en tournée pour Exit(s), aux Dora Mavor Moore Awards (Toronto) en 2006
- Prix Christine-Dumitriu-van-Saanen du Salon du livre de Toronto décerné à Franco Catanzariti pour Sahel en 2004
- Coup de cœur de l'année (2003-2004) du critique Stéphane Despatie du Journal Voir de Montréal pour Du Pépin à la fissure
- Trille Or du meilleur diffuseur décerné par l'Association des professionnels de la chanson et de la musique franco-ontariennes en 2003
- Masque de la meilleure production franco-canadienne pour Univers en 2003
- Meilleure production de la saison 2002-2003 selon le Ici Montréal de Montréal pour Du Pépin à la fissure
- Prix d'excellence de Théâtre Action décerné à André Perrier pour sa mise en scène d' Univers et Du Pépin à la fissure en 2002
- Nommé parmi les dix meilleurs spectacles présentés à Toronto à l'automne 2002, selon le palmarès du Globe and Mail pour Du Pépin à la fissure
- Finaliste au prix du public Le Droit pour Du Pépin à la fissure en 2001
- Prix Théâtre Le Droit décerné à Alain Doom pour sa performance dans Du Pépin à la fissure en 2001
- Palme de la meilleure production extérieure présentée dans la région d'Ottawa-Hull décernée par le Cercle des Critiques de la Capitale pour Du Pépin à la fissure en 2001
- Trille Or du meilleur diffuseur décerné par l'Association des professionnels de la chanson et de la musique franco-ontariennes en 2001
- Masque pour la meilleure production franco-canadienne pour Du Pépin à la fissure en 2001
- Prix du Gouverneur général décerné à Michel Ouellette pour French Town en 1994
- Prix du Gouverneur général décerné à Jean-Marc Dalpé pour Le Chien en 1989